# 1606 w polityce

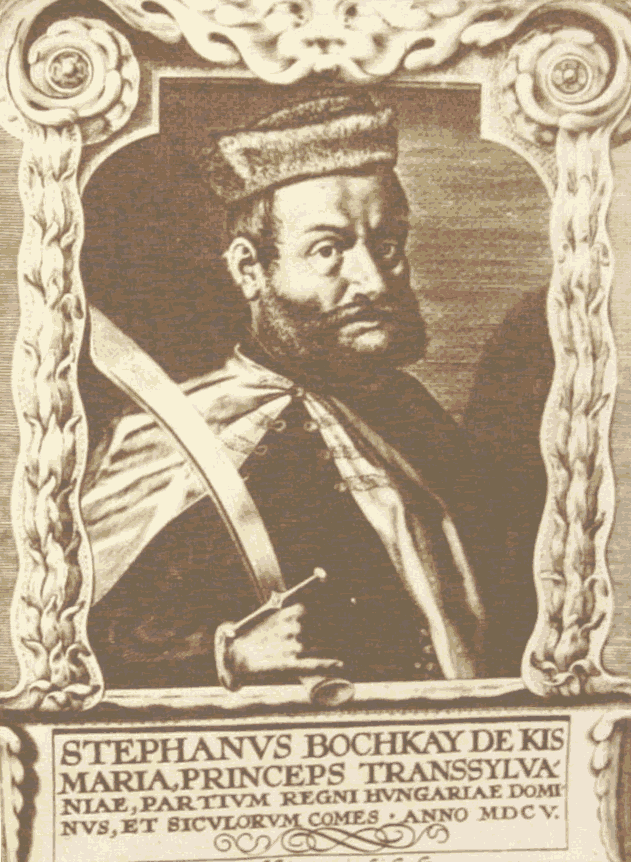
Stefan II Bocskay

Wydarzenia polityczne w 1606 roku.

## Wydarzenia
- Rokosz Zebrzydowskiego[1].

## Zmarli
- 27 maja Dymitr Samozwaniec I, kandydat do tronu Rosji[2].
- 29 grudnia Stefan Bocskay, przywódca antyhabsburskiegp powstania na Węgrzech[3].